# Grafen von Hohenburg

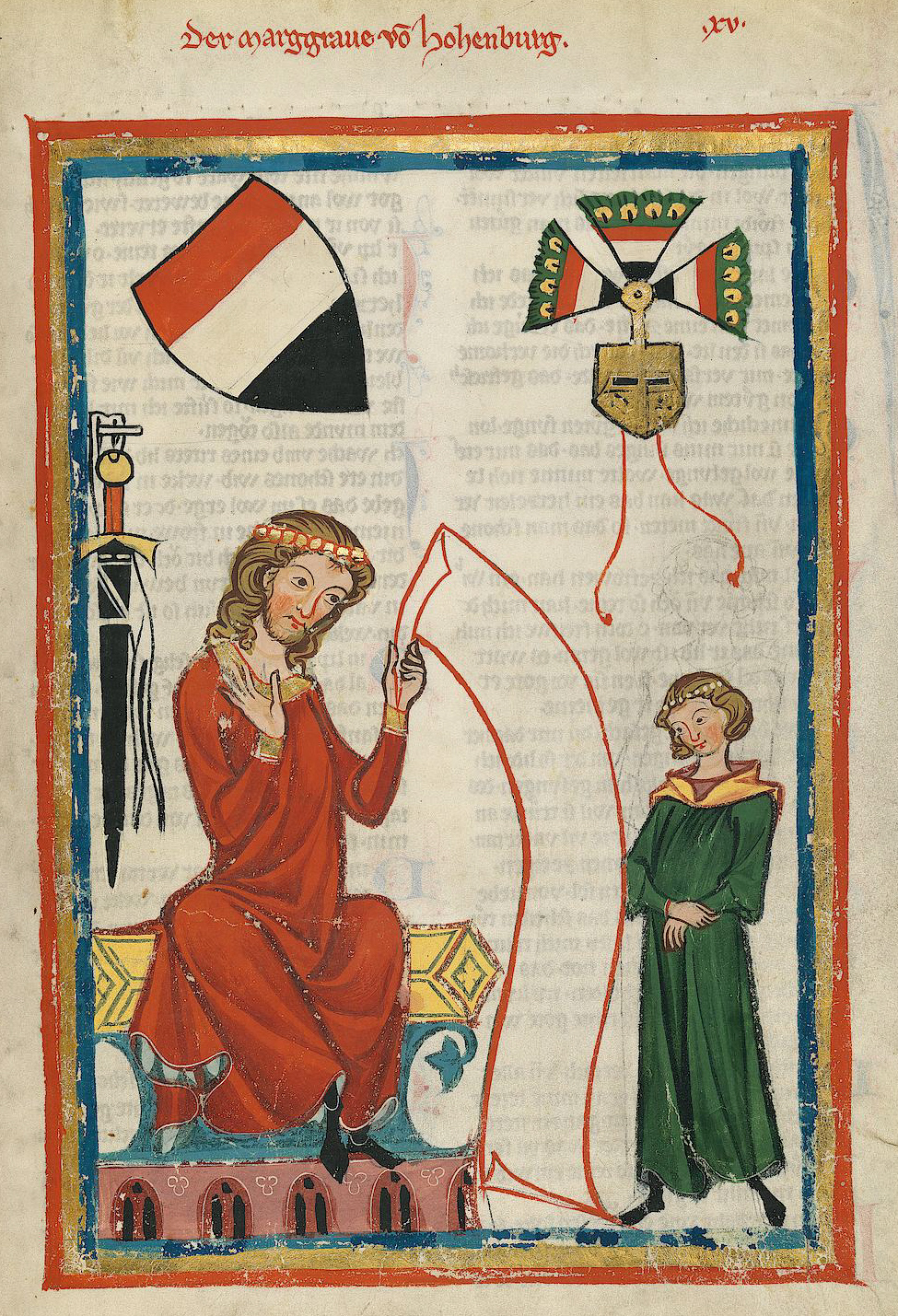
Wappen der Hohenburger im Codex Manesse

Die Grafen von Hohenburg waren Grafen aus verschiedenen Familien, die zwischen dem Jahr 1000 und dem Jahr 1258 im Gebiet um Hohenburg im Nordgau (in der heutigen Oberpfalz) herrschten.

## Leben und Wirken

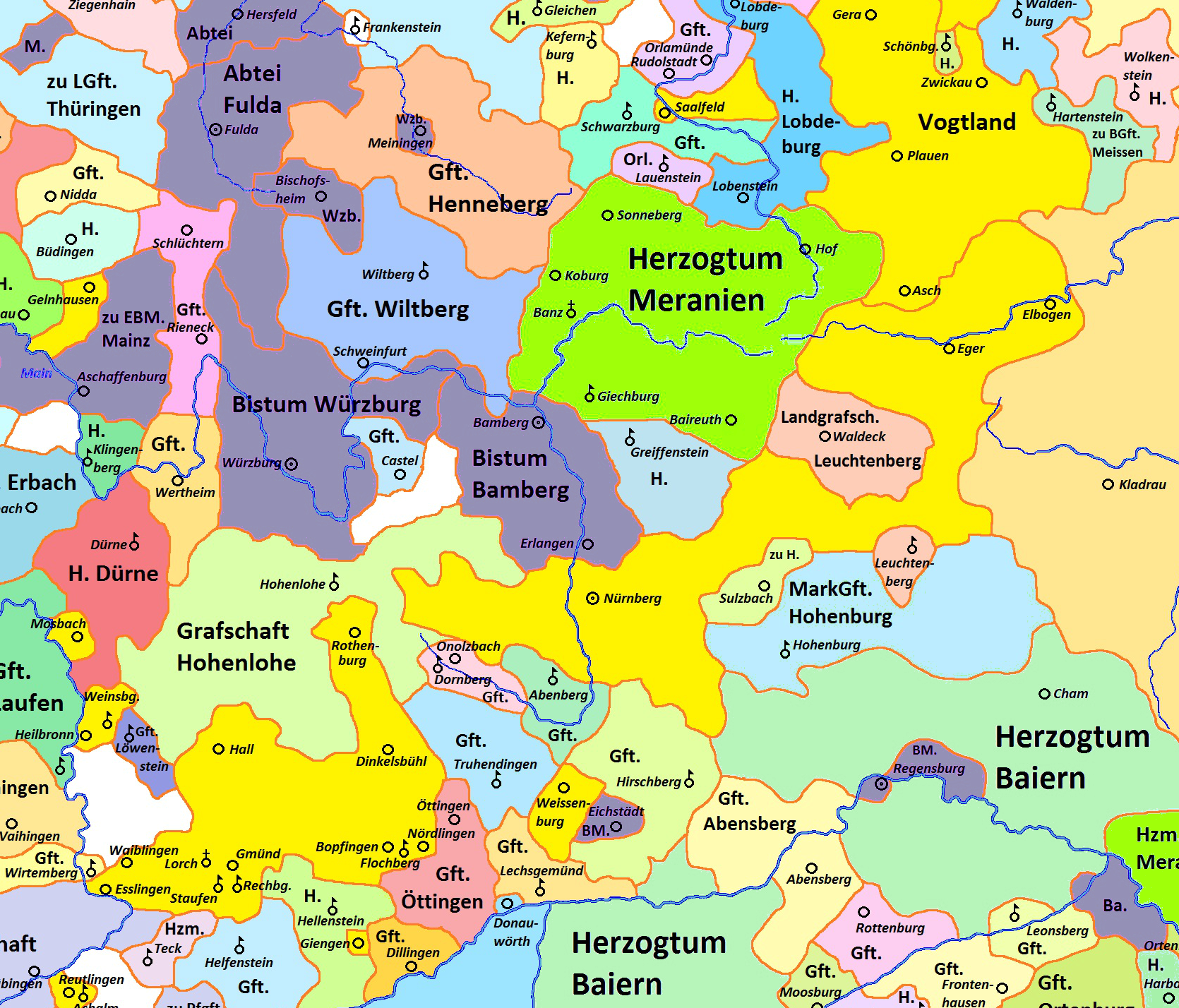
Markgrafschaft Hohenburg (hellblau) zu Zeiten der Staufer um 1250

Zu Beginn des 11. Jahrhunderts ist ein Graf Ernst (comes Ernestus) nachweisbar, der wahrscheinlich Besitz in Hohenburg hatte. Eine familiäre Zuordnung dieses Grafen ist nicht möglich.
Zu Beginn des 12. Jahrhunderts taucht ein weiterer Graf Ernst auf. Dieser Graf Ernst stammt wahrscheinlich von den Grafen von Sulzbach, den österreichischen Babenbergern oder evtl. dem Grafen Adalbert von Rebgau ab. Er ist verwandt mit den Grafen von Poigen-Stein (in Österreich), dem Grafen von Bergtheim (bei Würzburg) und den Grafen von Clamm (in Österreich) und Velburg (im Nordgau). Graf Ernst starb um 1120. Seine unverheirateten Söhne Ernst und Friedrich vermachten 1142 ihre Herrschaft an das Hochstift Regensburg, falls sie söhnelos versterben. Ernst verstarb um 1162, Friedrich 1178. Friedrich hinterließ einen gleichnamigen Sohn Friedrich II., der den Erbvertrag seines Vaters erneuerte.
Friedrich II. starb 1209 kinderlos, seine Witwe Mechtild von Wasserburg, die Tochter des Grafen Dietrich von Wasserburg-Viechtenstein, verweigerte jedoch die Herausgabe des Erbes. Sie schloss 1210 einen neuen Vertrag mit dem Regensburger Bischof Konrad IV. von Frontenhausen, nach dem die Herrschaft ihr zeit ihres Lebens zustehen sollte, danach ihrem Sohn aus weiterer Ehe und danach noch dessen Sohn. Sie heiratete etwa 1212 Diepold VII. aus der Familie der Markgrafen von Vohburg, dem sie vier Söhne und zwei Töchter gebar. Die Familie nannte sich daraufhin Markgrafen von Hohenburg. Diepold VII. verstarb am 26. Dezember 1225.
Der Sohn Diepold VIII. starb wahrscheinlich bereits 1247. Die Söhne Berthold, Otto und Ludwig waren bedeutende Anhänger der Staufer und spielten in der Verwaltung von Süditalien und Sizilien eine bedeutende Rolle. Sie starben zwischen 1256 und 1258 im Gefängnis.
In der Manessischen Liederhandschrift wird ein Markgraf von Hohenburg als Minnesänger aufgeführt. Eine genaue Zuordnung zu einem bestimmten Markgrafen ist nicht möglich, es wird aber vermutet, dass es sich hierbei um Berthold, Sohn Diepolds VII., handelt.
Nach dem Tod der vier Söhne der Mechthild ging die Herrschaft Hohenburg auf das Hochstift Regensburg über und der Titel des Grafen oder Markgrafen von Hohenburg wurde nicht mehr verwendet.